# Högbådans naturreservat
Högbådans naturreservat är ett naturreservat om omfattar ön Hågbådan med grannöar i Östhammars kommun i Uppsala län.
Området är naturskyddat sedan 1974 och är 21 hektar stort. Reservatet består av hällar, strandängar och gammal barrskog. 